# Eine Witwe mordet leise
Eine Witwe mordet leise ist ein US-amerikanischer Kriminalfilm aus dem Jahr 1969. Der Film basiert auf dem Kriminalroman Die Pappelallee von Ursula Curtiss.

## Handlung
Mr. Josef Marrable verstirbt nach langer Krankheit und seine Witwe, Mrs. Clare Marrable, glaubt kurz davor zu stehen, sein Vermögen zu erben. Doch der Notar Mr. Bentley beichtet ihr, dass nichts übrig blieb, außer einiger Habseligkeiten, darunter ein Briefmarkenalbum. Mrs. Marrable glaubt, dass sie pleite ist. Sie tötet daher eines Nachts ihre Haushälterin, vergräbt sie in ihrem Garten und pflanzt einen Baum über ihre Leiche. Fortan lebt sie mit der neuen Haushälterin Mrs. Edna Tinsley in ihrem Haus. Als sie eines Tages darum bittet zu erfahren, was aus ihrem Ersparten wurde, welches Mrs. Marrable für sie an der New Yorker Börse für sie anlegte, wird sie ebenfalls des Nachts im Garten getötet, vergraben und ein Baum über ihre Leiche gepflanzt. Anschließend heißt es offiziell, dass sie wegen Alkoholproblemen entlassen werden musste.
Mrs. Dimmock, eine alleinstehende Witwe ohne Familie und mit großen Ersparnissen, wird Mrs Marrables neue Haushälterin. Sie muss auch gleich mit ansehen, wie auf dem Nachbargrundstück die zuvor verlassene Hütte für drei Monate von der alleinerziehenden Mutter Harriet Vaughn mit ihrem Sohn Jim gemietet wird. Das missfällt Mrs. Marrable absolut. Und seltsamerweise wird ihr Haus auch noch von einem unbekannten Mann mit einem GT 500 KR observiert. Es ist Mike Darrah aus Phoenix, Arizona. Er und Harriet lernen sich bald kennen und beginnen eine Beziehung zueinander. Derweil versucht Mrs. Marrable Chloe, den Hund der Vaughns, der zuvor mehrfach an den Gräbern der verstorbenen Haushälterinnen bellte, zu töten, was ihr allerdings misslingt.
Kurz darauf geraten Mrs. Dimmock und Mrs. Marrable aneinander. Sie streiten heftig und Mrs. Dimmock beginnt zu glauben, dass Mrs. Marrable Mrs. Tinsley tötete. Das führt dazu, dass Mrs. Marrable die früheren Referenzen anruft, um herauszufinden, wie sich Mrs. Dimmock bei ihren vorherigen Arbeitgebern verhielt. Dabei ruft sie auch bei Mike Darrah an, der ihre Referenzen bestätigt. Mike ist allerdings auch um Mrs. Dimmock besorgt, weswegen er sie bittet, ihren Job aufzugeben. Aber Mrs. Dimmock gibt sich selbst die Schuld am Tode Tinsleys, sodass sie den Fall klären möchte. Sie bittet Mike darum, zu überprüfen, wie viel Geld noch auf Mrs. Tinsleys Bankkonto ist. Nachdem sie erfuhr, dass es zuvor eine größere Abhebung von 9.000 US-Dollar gab, hat sie einen Verdacht und bittet Mrs. Marrable darum, ihr Erspartes von 46.000 US-Dollar ebenfalls an der Börse zu investieren. Obwohl Mrs. Marrable durch das potentielle Geld beeindruckt ist, hegt sie einen Verdacht und durchsucht die persönlichen Sachen von Mrs. Dimmock und erfährt dabei, dass sich Dimmock und Tinsley kannten.
Für den nächsten Tag plant sie eine Reise mit Mrs. Dimmock nach New Mexico, um das Geld anlegen zu können. Nachts versucht Mrs. Dimmock mit Mike zu telefonieren. Nachdem sie dabei allerdings von Mrs. Marrable unterbrochen wird und den Verdacht hört, welchen sie hegt, gesteht Mrs. Dimmock, dass sie jahrelang mit Mrs. Tinsley zusammenlebte, kein Wort der Geschichte Marrables glaubt und alles aufdecken werde. Nachdem sie Mrs. Marrable mit heißem Wasser überschüttet, versucht sie zu fliehen. Da aber alle Fenster und Türen verschlossen und gesichert sind, kann sie nicht entkommen und wird nach kurzem Kampf mit einem Telefon von Mrs. Marrable niedergeschlagen. Am nächsten Morgen nimmt sich Mrs. Marrable eine Strickjacke und die Perücke von Mrs. Dimmock, fährt mit dem Wagen und ihr zum See. Dort lässt sie den Wagen versinken. Kurz danach erscheinen der Sheriff, Harriet, Mike und die Lawsons, die Mrs. Marrable benachrichtigen, dass Mrs. Dimmock im See ertrank.
Nachdem Mrs. Dimmock aus dem Weg geschafft wurde, bettelt Mrs. Marrable Harriet an, ihr beim Essen mit ihrem Sohn Gesellschaft zu leisten, da sie so einsam sei. Dabei betäubt sie die beiden und brennt ihr Haus, mitsamt dem Hund Chleo, nieder. Am nächsten Morgen wacht sie erschrocken auf, nachdem sie das Hundegebell geweckt hat. Sie läuft zum Fenster und muss schockiert feststellen, dass die Polizei bereits den Garten umgrub und die Leichen entdeckte. Mike hatte die Polizei zuvor durch sein Drängen darauf aufmerksam gemacht. Harriet, Jim und Chleo haben das Feuer überlebt. Jim übergibt ihr anschließend das zuvor von Mrs. Marrable geschenkte Briefmarkenalbum, da er keine Geschenke von bösen Menschen haben darf, auch wenn diese Geschenke einen Wert von über 100.000 US-Dollar haben. Mrs. Marrable ist schockiert, als sie die Summe hört, hat ihr Ehemann Josef ihr doch ein Vermögen hinterlassen.

## Kritik
„Skurriler, schauspielerisch und fotografisch gepflegter Unterhaltungsfilm, in dem die kriminalistisch-satirische Tragikomödie nur in Ansätzen erkennbar wird.“

„Thriller, der in den beiden weiblichen Hauptrollen hervorragend besetzt ist, aber das Format des offensichtlich angestrebten Vorbilds der ‚Ladykiller‘ bei weitem nicht erreicht.“

## Veröffentlichung
Der Film hatte seine Weltpremiere am 23. Juli 1969 in New York City. In Deutschland lief er am 13. Februar 1970 in den Kinos an.